# Violette Morris

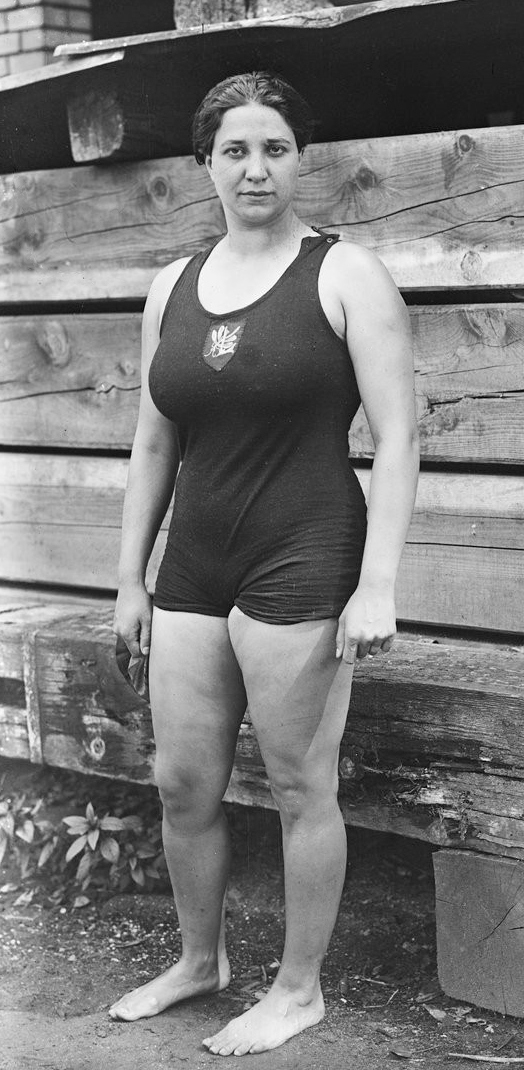
Violette Morris als Schwimmerin (1920)

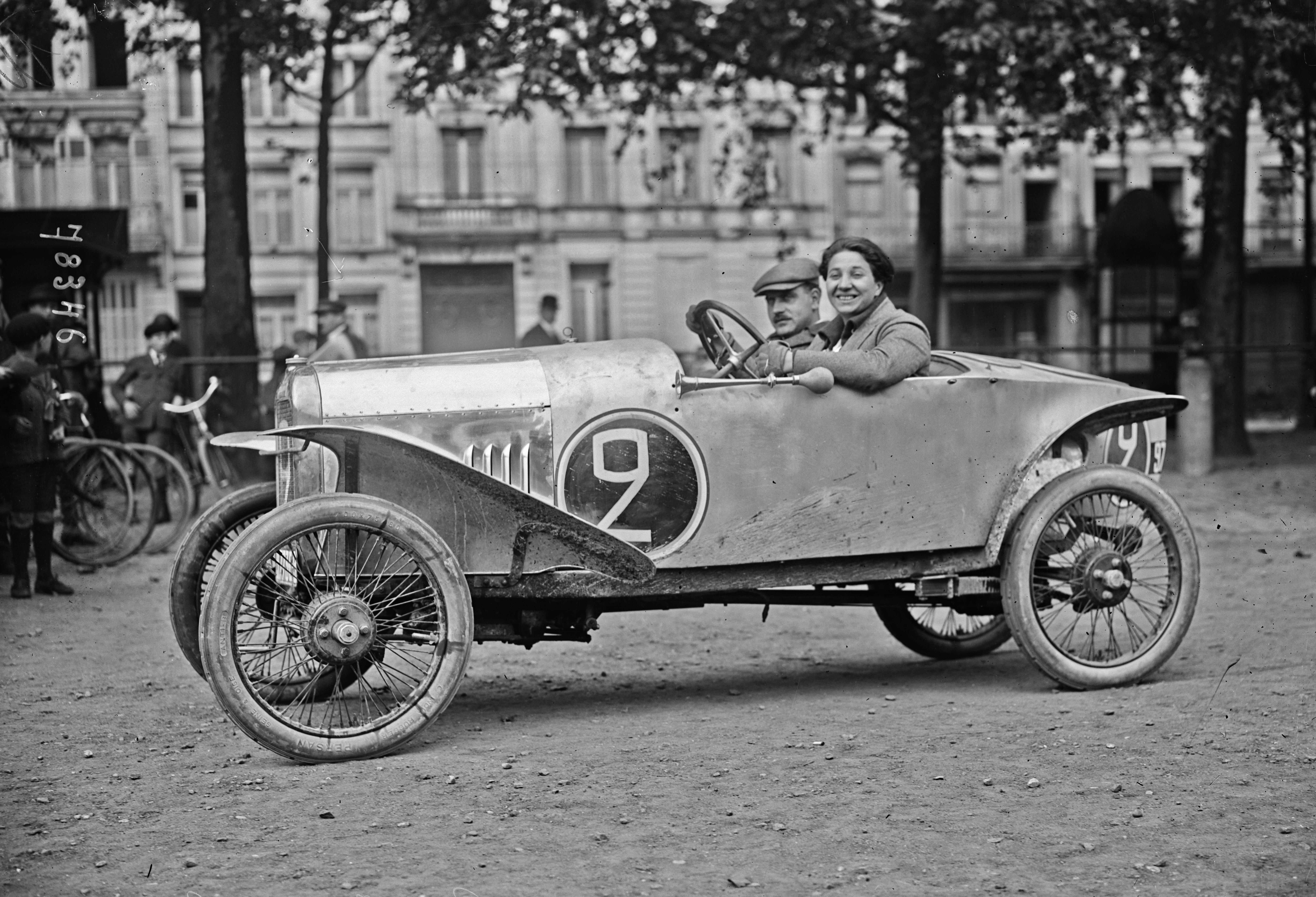
Morris am Steuer ihres Rennwagens (1922)

Violette Paule Emilie Marie Morris, auch Violette Gouraud-Morris (* 18. April 1893 in Paris; † 26. April 1944 nahe Épaignes, Normandie), war eine französische Sportlerin und mutmaßliche Kollaborateurin mit den deutschen Besatzern in Frankreich im Zweiten Weltkrieg. Sie wurde 1944 von Mitgliedern der Résistance erschossen.

## Biographie

### Jugend und sportliche Laufbahn
Violette Morris wurde als jüngste von sechs Schwestern geboren. Ihre Eltern waren Élizabeth Sakini, die aus einer arabischen Familie der Oberschicht in Jerusalem stammte, und Baron Pierre Jacques Morris, ein pensionierter Kavallerieoffizier. Sie besuchte eine Klosterschule im belgischen Huy. Den Sportunterricht erteilten dort britische Nonnen, die als Amateursportlerinnen aktiv waren und denen das sportliche Talent von Violette Morris auffiel. 1914 ging sie mit Cyprien Gouraud eine – vermutlich arrangierte – Ehe ein, die 1923 geschieden wurde.
Ab dem Alter von 15 Jahren trainierte Morris in einem Boxclub. Als dieser mit Ausbruch des Ersten Weltkriegs geschlossen und in ein Zentrum für das Rote Kreuz umgewandelt wurde, meldete sie sich freiwillig an die Front. Sie war als Krankenwagenfahrerin sowie Kurierin tätig und war durch ihre Courage bekannt. Im Sommer 1916 erkrankte sie an einer Rippenfellentzündung und kehrte nach einem mehrmonatigen Lazarettaufenthalt nicht an die Front zurück. Ihre Eltern verstarben 1918 und hinterließen den Töchtern ein beträchtliches Erbe.
Morris war von sehr kräftiger und maskuliner Erscheinung, sie wog mit 15 Jahren schon 74 Kilogramm bei 1,66 Metern Größe: „Wiewohl es ihre eher pummelige Figur nicht vermuten ließ, verfügte sie über eine unglaubliche Schnelligkeit“, schrieb Thomas Karny 2019 in einem Porträt in der Wiener Zeitung, in dem er auch die Vermutung äußerte, Morris sei transsexuell gewesen. Sie übte zahlreiche Sportarten aus: Diskuswurf, Kugelstoßen, Wasserball in der Nationalmannschaft, als es noch kein Frauenteam gab, Boxen – oft gegen Männer, gegen die sie auch gewann – und spielte in zwei Pariser Fußballmannschaften: von 1917 bis 1919 für Fémina Sport Paris, für Olympique Paris von 1920 bis 1926 und für die französische Nationalmannschaft. Sie fuhr Radrennen auf Straße und Bahn wie auch Autorennen, sie ritt, spielte Tennis und schwamm. In allen Sportarten war sie ehrgeizig und erfolgreich. Ihr Motto war: «Ce qu’un homme fait, Violette peut le faire!» („Was ein Mann kann, kann Violette ebenso.“) Insgesamt errang sie 20 nationale Titel, rund zehn Medaillen bei nationalen und internationalen Wettbewerben, nahm an mehr als 150 Leichtathletik-Wettbewerben teil und trat bei mehr als 200 Fußballspielen an.
Violette Morris war eine bekannte Persönlichkeit in der Pariser Künstler- und Bohémienszene, war mit Jean Cocteau und Jean Marais befreundet und trat etwa zusammen mit Josephine Baker auf; Baker spielte Klavier und Violette Morris sang Fleur d’amour, ein bekanntes Lied von Mistinguett. Sie soll mit Baker auch eine Liebesaffäre gehabt haben und sie für die Schauspielerin Yvonne de Bray verlassen haben.
1919 wurde Violette Morris Mitglied der Fédération Française des sports féminins (FFSF) und errang 1921 bei den Monte Carlo Games – einer erstmals ausgetragenen Ersatzveranstaltung für die Olympischen Spiele, von denen Frauen damals weitgehend ausgeschlossen waren – Gold im Kugelstoßen und im Speerwurf. Bei den Women’s World Games 1922 in Paris gewann sie Silber im Kugelstoßen und zwei Jahre später bei der Women’s Olympiad in London Gold im Kugelstoßen und Speerwurf.
Ab 1927 war sie von jeder Mitgliedschaft in Fußballvereinen ausgeschlossen, weil sie Schiedsrichter beleidigt und geohrfeigt hatte, grundsätzlich aber vor allem wegen ihrer Persönlichkeit. 1928 verweigerte die FFSF Morris die Verlängerung ihrer Sportlizenz wegen ihres „Lebensstils“, weshalb sie auch nicht bei den Olympischen Spielen 1928 in Amsterdam starten konnte: Sie ignorierte die Rollenvorschriften, trug (verbotenerweise) Hosen, fuhr Motorrad, war Kettenraucherin und lebte offen lesbisch – eine Garçonne. Darüber hinaus ließ sie sich 1927 beide Brüste amputieren (Mastektomie) – nach eigener Aussage, um besser hinter das Lenkrad ihres Rennautos zu passen. Zwei Männer haben gleichwohl ihr Leben geteilt: Cyprien Gourand und Raoul Paoli. Morris verlor einen von ihr angestrengten Prozess gegen die FFSF, die auf ein Dekret aus dem Jahre 1800 verwies, das Frauen das Tragen von Hosen verbot (und erst 2013 aufgehoben wurde).
Diese Entscheidung führte bei Morris zur Verbitterung und zum Hass auf ihr Heimatland:

« Nous vivons dans un pays […] gouverné par des phraseurs, des magouilleurs et des trouillards. Ce pays de petites gens n’est pas digne de ses aînés, pas digne de survivre. Un jour, sa décadence l’amènera au rang d’esclave, mais moi, si je suis toujours là, je ne ferai pas partie des esclaves. »

„Wir leben in einem Land, das von Schwätzern, Betrügern und Feiglingen regiert wird. Dieses Land der kleinen Leute ist seiner Erstgeborenen nicht würdig, es ist nicht wert zu überleben. Eines Tages wird seine Dekadenz es in die Stellung eines Sklaven bringen, aber ich, wenn ich dann noch da bin, ich werde nicht zu den Sklaven gehören.“

### Kollaboration mit den Deutschen
Morris war Mitglied des faschistischen Mouvement Franciste. Nach 1928 machte sich Morris mit einem zunehmend schlecht laufenden Autoteile-Handel selbständig und baute gemeinsam mit ihren Angestellten auch Rennwagen. 1935 sollen die deutsche Journalistin Gertrude Hannecker, eine frühere Rivalin bei Autorennen, sowie Olga Reinach, Kontakt zu ihr aufgenommen haben, um sie für den deutschen Sicherheitsdienst als Spionin anzuwerben. Violette Morris hatte durch ihr Unternehmen Zugang zu Fahrzeugen und Benzin, kannte Menschen in ganz Frankreich und hatte Erfahrungen im Krieg gesammelt, was sie für den SD interessant machte. Morris erhielt 1934–1936 Einladungen zu Sportanlässen in Deutschland. Sie soll in der Folge durch Frankreich gefahren sein und Informationen über die Standorte der französischen Armee gesammelt haben, vor allem über die Maginot-Linie, das Verteidigungssystem entlang der französisch-deutschen Grenze, und Frankreichs modernsten Panzer Kampfpanzer Somua S-35. Sie lebte inzwischen auf ihrem Hausboot La Mouette (eine Péniche) auf der Seine und bestritt ihren Lebensunterhalt mit Tennis- und Fahrstunden sowie Schwarzhandel. Am 26. Dezember 1937 erschoss sie auf dem Boot in angeblicher Notwehr einen Mann, wurde aber nach wenigen Tagen im Gefängnis auf freien Fuß gesetzt.
Nach der Besetzung Frankreichs durch die deutsche Wehrmacht soll Violette Morris weiterhin für die Deutschen gearbeitet haben, speziell für den Befehlshaber der Sicherheitspolizei in Paris, Helmut Knochen. Der Résistance-Kämpfer Robert Benoist, ein ehemaliger Autorennfahrer und Le-Mans-Champion von 1937, bezeichnete sie als „Hyäne der Gestapo“. Vor allem sollte sie die Arbeit der Special Operations Executive (SOE), einer britischen Geheimdienst-Einheit, behindern. Dafür soll sie vom Maquis, der französischen Widerstandsbewegung, zum Tode verurteilt worden sein.
Erwiesene Tatsachen einer Zusammenarbeit von Morris liegen indes nur für Schwarzmarktgeschäfte, Hilfe bei der Beschlagnahmung von Benzin für die deutsche Armee, die Übernahme der Fahrertätigkeit für Christian Sarton du Jonchay, dem Generalsekretär der Regierung Pétain und Betreiben einer Werkstatt der Luftwaffe am Boulevard Pershing vor. 1940 bezog sie dafür eine Überweisung von 600.000 Francs aus der Staatskasse von Vichy. Im Dezember 1943 leitete sie mit Hilfe der Gestapo die Requisition kriegswichtiger Nichteisenmetalle (wohl Kupfer, Messing) in La Bocca (Cannes) für die deutsche Kriegswirtschaft. Dabei hielt sie sich am Sitz der Gestapo in Cannes, der Villa Monfleury, auf. In dieser Villa fanden Verhöre, Folterungen und Morde statt. Aus dem Mouvement Franciste, deren Jugendorganisation sie zeitweise leitete, wurde sie laut Marcel Bucard ausgeschlossen, weil sie, so Bucard vor Gericht, ein Mitglied habe festnehmen lassen.
Am 26. April 1944 wurde sie während einer Autofahrt auf der Landstraße von Lieurey nach Épaignes in der Normandie gemeinsam mit fünf weiteren Insassen, darunter zwei Kindern, von Mitgliedern einer lokalen Widerstandsgruppe erschossen, nachdem sie wegen einer vorsätzlich herbeigeführten Panne hatte anhalten müssen. Es gibt Mutmaßungen, der Anschlag habe nicht ihr, sondern der Familie aus Beuzeville (Ehepaar, zwei Kinder und Schwiegersohn) gegolten, die mit ihr im Wagen saß und freundschaftliche Kontakte mit den deutschen Besatzern pflegte. Eine Tochter überlebte den Anschlag, weil sie aus Platzmangel mit dem Zug gefahren war. Der Leichnam von Morris wurde in einem nicht gekennzeichneten Gemeinschaftsgrab beigesetzt, vermutlich auf dem Friedhof von Le Pin im Calvados. Zwei wichtige Biografen Morris’ kommen zu teilweise sehr unterschiedlichen Befunden über die letzten Jahre ihres Lebens und ihre Rolle im Zweiten Weltkrieg.
Nach Erkenntnissen des Historikers Raymond Ruffin soll Morris bei den Olympischen Spielen 1936 in Berlin Ehrengast von Hitler gewesen sein. Mit ihrer Unterstützung soll 1943 eine Gruppe britischer Automobilrennfahrer, die für die SOE arbeitete, ausgeschaltet worden sein, unter ihnen William Grover-Williams und Robert Benoist; beide wurden in Konzentrationslagern ermordet. Die Historikerin Marie-Josèphe Bonnet bezweifelt diesen Besuch in Berlin, ebenso den Verdacht der Agententätigkeit, der persönlichen Anwesenheit bei Verhören durch französische Hilfskräfte der Gestapo und der Beteiligung an Folterungen. Zeitgenössische Unterlagen der BCRA nennen sie 1943 als Gestapo-Mitglied. Die „Horizontale“ Isabelle Nemoz belastete sie 1945 im gegen Nemoz geführten Prozess als Gestapo-Mitglied. Man habe sie beschuldigt, für die Gestapo gearbeitet zu haben, „aber die Akten zu diesem Thema sind leer, es gibt nichts“, schreibt Bonnet. Auf die Arbeiten beider Historiker Bezug nehmend, schreiben Pierre Brana und Joëlle Dusseau im 2024 erschienenen Collaboratrices, dass das Dossier Morris zwar in den Akten fehle, es aber glaubhaft erscheint, dass sich Morris als Infiltrantin in Netzwerke des Widerstands einschleuste und an gewalttätigen Verhören teilgenommen hat. Vier solche Verhöre hat Ruffin nachgewiesen: Januar 1943, Verhör von Odilie S.; September 1943 der 17-jährige Jean-Jacques C./Ch.; März 1944 von Suzanne Leverrier. Zudem ist belegt, dass sich Morris im Dezember 1943 in Cannes an Orten aufhielt, wo Folterungen durchgeführt wurden. Brana und Dusseau werfen die Frage auf, ob Morris Mitglied der „Französischen Gestapo“ Carlingue war und ob sie in der Normandie Kampfhandlungen befehligt hat. Bonnet meint, dass sie ein geeigneter Sündenbock war, besonders in Anbetracht ihrer Kommentare vor dem Krieg. Der französische Autor Gérard de Cortanze vertritt die Ansicht, dass sie keine Beziehungen zur Gestapo gehabt habe. Er kommt in seinem Buch Histoire secrète du sport von 2019 zu dem Schluss: „Die Wahrheit über Violette Morris muss noch geklärt werden.“